# S.U.N. Project
S.U.N. Project ist ein Hamburger Psychedelic-Trance-Act aus.

## Karriere
Ursprünglich handelte es sich um ein Heavy-Metal-Trio: Marco Menichelli spielte Bass-Gitarre, McCoy Schlagzeug und Matthias Rumöller Gitarre. 1992 reisten sie nach Goa in Indien. Zu diesem Zeitpunkt wussten sie nicht, dass Goa als Musikstil existiert. Als sie dort Partys besuchten, lernten sie diesen Stil kennen, und begannen daraufhin mit Synthesizern und Computern Goa-Trance zu entwickeln.
1996 wurde S.U.N. Project ins Leben gerufen. Im gleichen Jahr unterschrieben sie einen Vertrag für zwei Longplayer beim Musiklabel Spirit Zone Recordings,  das 1994 von DJ Antaro gegründet worden war.
Ihre Musik ist häufig von Heavy-Metal-Gitarren unterstützter Psychedelic Trance (auch Goa Trance). Ein Beispiel für den Gitarrensound ist der Song Dance Of The Witches (Fire Mix) oder 380 Volt. Es wurden allerdings auch Tracks produziert, die keinerlei Gitarren enthalten. Ein Beispiel hierfür ist der Titel Hangin‘ around oder das fast ins Ambient gehende From Dusk Till Dawn.
Neben S.U.N. Project gab es auch einige weitere Projekte. „CONSequencer“ ist das Projekt von McCoy, der die Song komponiert und im Studio mit einspielt, bei den Auftritten jedoch nicht dabei ist. „Slap“ ist das inzwischen eingeschlafene Projekt von McCoy und Marco Menichelli, woraus eine CD entstanden ist. „Ouija“ war ebenfalls ein Projekt der beiden, wo bei jedem Track ein namhafter Szene-DJ dabei war. Hervorgegangen sind daraus zwei CDs.

Im Alleingang hat Marco Menichelli eine Solo-CD und diverse EPs veröffentlicht; außerdem tritt er bei vielen internationalen Partys als DJ auf. Gastauftritte hatte auch Nina Hagen, unter anderen bei We Are in Space, Endless und Dance Of The Witches (Video).
Im Herbst 2011 hat McCoy S.U.N Project verlassen und startete sein Folgeprojekt McCoy‘s S.U.N. Project.
Marco Menichelli und Matthias Rumöller produzieren weiterhin als S.U.N. Project und treten auch unter diesen Namen auf, oft mit Björn Kempcke als Trommler.

## Diskografie S.U.N. Project
- 2019 Poor Man's Opera  (EP) – The Stereo Society
- 2014 A Voyage  (EP) – Hommega
- 2014 Bad Monday  – Goa Trance Music
- 2014 How I See It  (EP) – VuuV Records
- 2013 Lift Level  (EP) – VuuV Records
- 2013 X-Rayed  (EP) – VuuV Records
- 2012 We Dream (EP) – Planet B.E.N Records
- 2012 Remixes 2012 (EP) – VuuV Records
- 2012 Metallic Taste – Planet B.E.N Records
- 2009 The Remixes II – S.U.N.Project Records
- 2008 X Black Album – S.U.N.Project Records
- 2005 Wicked – S.U.N.Project Rec./ Vision Quest
- 2004 Insectified – S.U.N.Project Rec. / Toshiba EMI
- 2003 Sexperimental – S.U.N.Project Rec. / Toshiba EMI
- 2001 The Remixes – S.U.N.Project Rec. / Spirit Zone
- 2001 Guitar Trax – S.U.N.Project Rec. /Nova Tekk
- 2000 Paranormal – S.U.N.Project Rec. /Nova Tekk
- 1998 Zwork – S.U.N.Project Rec. / Nova Tekk
- 1998 Macrophage – S.U.N.Project Rec. Spirit Zone
- 1997 Drosophila – S.U.N.Project Rec. / Spirit Zone

## Diskografie Marco Menichelli
- 2013 „Blowing Up“ VuuV Records
- 2013 „Dedicated“ VuuV Records[6]
- 2013 „Breaking Down“ VuuV Records[7]
- 2012 „Voyage“ VuuV Records
- 2012 „Get Down“ VuuV Records
- 2001 „Slide“

## Diskografie CONSequencer
- 2005 Strange Planet
- 2004 Contact
- 2003 Impulses
- 2001 Echoes
- 1999 When Gods Make Love

## Diskografie Sideprojects
- 2013 „There Is No Set Beat“ (Bash – Marco Menichelli & Dirk Herrmann)
- 2012 „Big Bash“ (Bash – Marco Menichelli & Dirk Herrmann)
- 2002 Infectious (Ouija)
- 2001 Brainshower (Marco Menichelli)
- 2000 Mindfunk (Slap)
- 1999 Brainshower (Ouija)